# Tristagma nivale
Tristagma nivale är en amaryllisväxtart som beskrevs av Eduard Friedrich Poeppig. Tristagma nivale ingår i släktet Tristagma och familjen amaryllisväxter.

## Underarter
Arten delas in i följande underarter:
- T. n. australe
- T. n. nivale